# Ragnhild Furebotten
Ragnhild Furebotten, född 10 mars 1979 i Saltdal, är en norsk violinist, folkmusiker och kompositör.
Hon har studerat på bland annat Norges Musikhögskola och har tidigare varit medlem i gruppen Majorstuen.
Furebotten har vunnit Spellemannprisen inom kategorin folk-/traditionsmusik två gånger: 2003 för albumet Majorstuen med samma grupp och 2011 med albumet Never on a Sunday.

## Diskografi

### Soloalbum
- 2007 — Endelig vals (Ta:lik)
- 2011 — Never on a Sunday (Ta:lik)

### Övriga konstellationer

#### Majorstuen
- 2003 — Majorstuen (2L)
- 2004 — Jorun Jogga (Majorstuen Fiddlers Company)
- 2006 — Juledrøm (Majorstuen Fiddlers Company)

#### Fotefar & Håvard Lund
- 2009 — Fest (Kirkelig Kulturverksted)

#### Ragnhild Furebotten & Tore Bruvoll
- 2008 — Hekla Stålstrenga (Ta:lik)

#### Hekla Stålstrenga
- 2011 — Makramé (Ta:lik)